# Associazione Calcio Milan 1959-1960
Questa voce raccoglie le informazioni riguardanti l'Associazione Calcio Milan nelle competizioni ufficiali della stagione 1959-1960.

## Stagione

Da sinistra: i promettenti difensori Giovanni Trapattoni e Sandro Salvadore.

Nella stagione 1959-1960 i rossoneri, sempre guidati da Luigi Bonizzoni, scambiano con il Genoa i portieri: Lorenzo Buffon è infatti ceduto ai grifoni in cambio di Giorgio Ghezzi. Il Milan chiude il campionato al terzo posto con 44 punti a -9 dalla Juventus campione d'Italia con 55 punti, davanti alla Fiorentina seconda con 47 punti. Tra i risultati positivi della stagione c'è il 5-3 contro l'Inter dove Altafini diventa il primo e unico giocatore ad aver segnato 4 reti in un derby di Milano.
In Coppa Italia i rossoneri sono eliminati al secondo turno, ma prima partita per il Milan, in casa dal Como per (0-1).
È breve anche l'avventura in Coppa dei Campioni: in seguito alla vittoria al primo turno contro l'Olympiacos (2-2 in Grecia e 3-1 a San Siro) i rossoneri sono battuti con un complessivo 7-1 dal Barcellona agli ottavi di finale.
Al termine della stagione lascia il club, dopo sei anni in rossonero, Juan Alberto Schiaffino.

## Divise
| Casa | Trasferta |

## Organigramma societario
Area direttiva
- Presidente: Andrea Rizzoli
- Vicepresidenti: Giangerolamo Carraro e Domenico Spadacini
- Segretario: Carlo Montanari

Area tecnica
- Allenatore: Luigi Bonizzoni
- Allenatore in seconda: Felice Arienti
- Direttore tecnico: Giuseppe Viani
- Preparatore atletico: Aristide Facchini

Area sanitaria
- Medici sociali: Pier Giovanni Scotti

## Rosa
| N. |                   | Ruolo | Calciatore           |
| -- | ----------------- | ----- | -------------------- |
|    | Italia (bandiera) | P     | Luciano Alfieri      |
|    | Italia (bandiera) | P     | Lorenzo Buffon       |
|    | Italia (bandiera) | P     | Bruno Ducati         |
|    | Italia (bandiera) | P     | Giancarlo Gallesi    |
|    | Italia (bandiera) | P     | Giorgio Ghezzi       |
|    | Italia (bandiera) | D     | Enrico Bergonti      |
|    | Italia (bandiera) | D     | Benedetto De Angelis |
|    | Italia (bandiera) | D     | Cesare Maldini       |
|    | Italia (bandiera) | D     | Gilberto Noletti     |
|    | Italia (bandiera) | D     | Sandro Salvadore     |
|    | Italia (bandiera) | D     | Giovanni Trapattoni  |
|    | Italia (bandiera) | D     | Mario Trebbi         |
|    | Italia (bandiera) | D     | Francesco Zagatti    |
|    | Italia (bandiera) | D     | Luigi Garagna        |
|    | Italia (bandiera) | C     | Giancarlo Bacci      |
|    | Italia (bandiera) | C     | Sergio Bettini       |

| N. |                      | Ruolo | Calciatore                              |
| -- | -------------------- | ----- | --------------------------------------- |
|    | Italia (bandiera)    | C     | Alfio Fontana                           |
|    | Argentina (bandiera) | C     | Ernesto Grillo                          |
|    | Svezia (bandiera)    | C     | Nils Liedholm (capitano)                |
|    | Italia (bandiera)    | C     | Vincenzo Occhetta                       |
|    | Italia (bandiera)    | C     | Ambrogio Pelagalli                      |
|    | Italia (bandiera)    | C     | Cesare Reina                            |
|    | Italia (bandiera)    | C     | Juan Alberto Schiaffino (vice capitano) |
|    | Brasile (bandiera)   | A     | José Altafini                           |
|    | Italia (bandiera)    | A     | Gastone Bean                            |
|    | Italia (bandiera)    | A     | Giancarlo Danova                        |
|    | Italia (bandiera)    | A     | Paolo Ferrario                          |
|    | Italia (bandiera)    | A     | Giorgio Fogar                           |
|    | Italia (bandiera)    | A     | Carlo Galli                             |
|    | Italia (bandiera)    | A     | Mario Bresolin                          |
|    | Italia (bandiera)    | A     | Gianni Meanti                           |

## Calciomercato
| Acquisti | Acquisti             | Acquisti   | Acquisti |
| R.       | Nome                 | da         | Modalità |
| -------- | -------------------- | ---------- | -------- |
| A        | Sergio Bettini       | Monfalcone | -        |
| A        | Mario Bresolin       | Triestina  | -        |
| C        | Benedetto De Angelis | Genoa      | -        |
| A        | Giorgio Fogar        | Monfalcone | -        |
| P        | Giancarlo Gallesi    | Vigevano   | -        |
| P        | Giorgio Ghezzi       | Genoa      | -        |
| A        | Gianni Meanti        | Crema      | -        |

| Cessioni | Cessioni              | Cessioni    | Cessioni |
| R.       | Nome                  | da          | Modalità |
| -------- | --------------------- | ----------- | -------- |
| C        | Eros Beraldo          | Genoa       | -        |
| P        | Lorenzo Buffon        | Genoa       | -        |
| C        | Vittorino Mantovani   | Triestina   | -        |
| A        | Gianni Meanti         | Cagliari    | -        |
| C        | Giancarlo Migliavacca | Alessandria | -        |
| D        | Luigi Radice          | Triestina   | -        |
| P        | Narciso Soldan        | Torino      | -        |

## Risultati

### Serie A

#### Girone di andata
| Arbitro: | Lo Bello (Siracusa) |

|                      |           |              |
| Tacchi 11’, 50’, 86’ | Marcatori | 39’ Altafini |

| Arbitro: | Gambarotta (Genova) |

|             |           |           |
| Fontana 23’ | Marcatori | 1’ Zaglio |

| Arbitro: | Jonni (Macerata) |

|             |           |                         |
| Savoini 15’ | Marcatori | 11’ Altafini 77’ Danova |

| Arbitro: | Rigato (Mestre) |

|                                              |           |                 |
| Galli 13’ Schiaffino 19’ Bertucco 73’ (aut.) | Marcatori | 89’ Del Vecchio |

| Arbitro: | Marchese (Napoli) |

|  |           |                           |
|  | Marcatori | 55’ Schiaffino 64’ Danova |

| Arbitro: | Cariani (Roma) |

|                            |           |             |
| Altafini 10’, 60’ Bean 31’ | Marcatori | 80’ Bettini |

| Milano 8 novembre 1959 7ª giornata | Inter            | 0 – 0 | Milan | Stadio San Siro (77 500 spett.)\| Arbitro: \| Jonni (Macerata) \| |
| Arbitro:                           | Jonni (Macerata) |       |       |                                                                   |

| Arbitro: | Lo Bello (Siracusa) |

|                          |           |  |
| Brighenti 29’ Tortul 33’ | Marcatori |  |

| Arbitro: | Rigato (Mestre) |

|                     |           |  |
| Bean 31’ Danova 85’ | Marcatori |  |

| Arbitro: | Marchese (Napoli) |

|              |           |              |
| Lojacono 64’ | Marcatori | 62’ Altafini |

| Milano 13 dicembre 1959 11ª giornata | Milan            | 0 – 0 | Palermo | Stadio San Siro (9 000 spett.)\| Arbitro: \| Sbardella (Roma) \| |
| Arbitro:                             | Sbardella (Roma) |       |         |                                                                  |

| Arbitro: | Francescon (Padova) |

|                                      |           |  |
| Danova 9’, 35’ Altafini 61’ Bean 75’ | Marcatori |  |

| Arbitro: | Lo Bello (Siracusa) |

|  |           |         |
|  | Marcatori | 8’ Bean |

| Arbitro: | Adami (Roma) |

|  |           |                           |
|  | Marcatori | 50’ Stacchini 74’ Cervato |

| Arbitro: | Lo Bello (Siracusa) |

|  |           |                                         |
|  | Marcatori | 34’ Grillo 40’ (rig.) Liedholm 87’ Bean |

| Arbitro: | Bonetto (Torino) |

|  |           |                                       |
|  | Marcatori | 19’, 54’ Altafini 79’ (rig.) Liedholm |

| Arbitro: | Mori (Cremona) |

|                      |           |            |
| Galli 12’ Grillo 33’ | Marcatori | 9’ Maschio |

#### Girone di ritorno
| Arbitro: | Francescon (Padova) |

|                                           |           |            |
| Pedroni 16’ (aut.) Galli 26’ Altafini 63’ | Marcatori | 86’ Rivera |

| Arbitro: | Jonni (Macerata) |

|                       |           |                         |
| David 32’ Orlando 53’ | Marcatori | 86’ Danova 43’ Altafini |

| Arbitro: | Roversi (Bologna) |

|                     |           |  |
| Bean 10’ Grillo 69’ | Marcatori |  |

| Arbitro: | Rigato (Mestre) |

|             |           |            |
| Vinicio 12’ | Marcatori | 63’ Danova |

| Arbitro: | Orlandini (Roma) |

|                       |           |           |
| Bean 14’ Altafini 29’ | Marcatori | 74’ Piquè |

| Arbitro: | Lo Bello (Siracusa) |

|                         |           |                   |
| Bettini 26’ Canella 74’ | Marcatori | 20’, 84’ Altafini |

| Arbitro: | Jonni (Macerata) |

|                                      |           |                                          |
| Altafini 3’, 16’, 40’, 54’ Galli 22’ | Marcatori | 43’ Rancati 74’ Mereghetti 82’ Angelillo |

| Arbitro: | Marchese (Napoli) |

|                                         |           |                                 |
| Grillo 6’ Galli 24’ Liedholm 74’ (rig.) | Marcatori | 35’ Perani 89’ (rig.) Brighenti |

| Arbitro: | Orlandini (Roma) |

|                           |           |  |
| Erba 8’, 34’ Catalano 86’ | Marcatori |  |

| Milano 17 aprile 1960 27ª giornata | Milan               | 0 – 0 | Fiorentina | Stadio San Siro (40 000 spett.)\| Arbitro: \| Lo Bello (Siracusa) \| |
| Arbitro:                           | Lo Bello (Siracusa) |       |            |                                                                      |

| Arbitro: | Adami (Roma) |

|                     |           |  |
| Vernazza 65’ (rig.) | Marcatori |  |

| Arbitro: | Di Tonno (Lecce) |

|                            |           |                       |
| Toschi 17’ Cucchiaroni 60’ | Marcatori | 65’ (aut.) Bernasconi |

| Arbitro: | Liverani (Torino) |

|          |           |  |
| Bean 88’ | Marcatori |  |

| Arbitro: | Rigato (Mestre) |

|                               |           |              |
| Sivori 55’, 75’ Boniperti 81’ | Marcatori | 56’ Altafini |

| Arbitro: | Francescon (Padova) |

|                       |           |                         |
| Galli 7’ Altafini 52’ | Marcatori | 56’ Demarco 76’ Campana |

| Arbitro: | Samani (Trieste) |

|                              |           |            |
| Altafini 21’ Danova 36’, 60’ | Marcatori | 9’ Novelli |

| Bergamo 5 giugno 1960 34ª giornata | Atalanta              | 0 – 0 | Milan | Stadio Comunale (10 000 spett.)\| Arbitro: \| De Marchi (Pordenone) \| |
| Arbitro:                           | De Marchi (Pordenone) |       |       |                                                                        |

### Coppa Italia

#### Secondo turno
| Arbitro: | Mori (Cremona) |

|  |           |               |
|  | Marcatori | 90+2’ Bellini |

### Coppa dei Campioni

#### Eliminatorie
| Arbitro: | Seipelt |

|                           |           |                   |
| Papazoglu 19’ Yfantīs 44’ | Marcatori | 33’, 76’ Altafini |

| Arbitro: | Steiner |

|                      |           |             |
| Danova 13’, 27’, 85’ | Marcatori | 68’ Yfantīs |

#### Ottavi di finale
| Arbitro: | Mori (Cremona) |

|  |           |                       |
|  | Marcatori | 12’ Vergés 15’ Suárez |

| Arbitro: | Guigne |

|                                                    |           |              |
| Martinez 8’ Segarra 18’ Kubala 33’, 68’ Czibor 64’ | Marcatori | 37’ Ferrario |

### Coppa dell'Amicizia

#### Edizione del 1959
| Arbitro: | Lequesne |

|                                   |           |  |
| Altafini 11’, 55’ Grillo 20’, 36’ | Marcatori |  |

#### Edizione del 1960
| Arbitro: | Lequesne |

|                                                             |           |                             |
| Altafini 11’, 65’, 73’ Ferrario 46’ Liedholm 55’ Danova 63’ | Marcatori | 33’, 60’ Shultz 85’ Boucher |

| Arbitro: | Rigato (Mestre) |

|  |           |                                  |
|  | Marcatori | 35’ (rig.) Liedholm 68’ Altafini |

## Statistiche

### Statistiche di squadra
| Competizione                                   | Punti | In casa | In casa | In casa | In casa | In casa | In casa | In trasferta | In trasferta | In trasferta | In trasferta | In trasferta | In trasferta | Totale | Totale | Totale | Totale | Totale | Totale | D.R. |
| Competizione                                   | Punti | G       | V       | N       | P       | Gf      | Gs      | G            | V            | N            | P            | Gf           | Gs           | G      | V      | N      | P      | Gf     | Gs     | D.R. |
| ---------------------------------------------- | ----- | ------- | ------- | ------- | ------- | ------- | ------- | ------------ | ------------ | ------------ | ------------ | ------------ | ------------ | ------ | ------ | ------ | ------ | ------ | ------ | ---- |
| Serie A                                        | 44    | 17      | 12      | 4       | 1       | 36      | 16      | 17           | 5            | 6            | 6            | 20           | 21           | 34     | 17     | 10     | 7      | 56     | 37     | +19  |
| Coppa Italia                                   | -     | 1       | 0       | 0       | 1       | 0       | 1       | 0            | 0            | 0            | 0            | 0            | 0            | 1      | 0      | 0      | 1      | 0      | 1      | −1   |
| Coppa dell'Amicizia italo-francese 1959 e 1960 | -     | 2       | 2       | 0       | 0       | 10      | 3       | 1            | 1            | 0            | 0            | 2            | 0            | 3      | 3      | 0      | 0      | 12     | 3      | +9   |
| Coppa dei Campioni                             | -     | 2       | 1       | 0       | 1       | 3       | 3       | 2            | 0            | 1            | 1            | 3            | 7            | 4      | 1      | 1      | 2      | 6      | 10     | -4   |
| Totale                                         | -     | 22      | 15      | 4       | 3       | 49      | 23      | 20           | 5            | 7            | 7            | 25           | 28           | 42     | 21     | 11     | 10     | 74     | 51     | +23  |

### Statistiche dei giocatori
| Giocatore        | Serie A  | Serie A | Coppa Italia | Coppa Italia | Coppa dell'Amicizia | Coppa dell'Amicizia | Coppa dei Campioni | Coppa dei Campioni | Totale   | Totale |
| Giocatore        | Presenze | Reti    | Presenze     | Reti         | Presenze            | Reti                | Presenze           | Reti               | Presenze | Reti   |
| ---------------- | -------- | ------- | ------------ | ------------ | ------------------- | ------------------- | ------------------ | ------------------ | -------- | ------ |
| J. Altafini      | 33       | 20      | 0            | 0            | 3                   | 6                   | 4                  | 2                  | 40       | 28     |
| L. Alfieri       | 12       | -14     | 0            | 0            | 0                   | 0                   | 1                  | -5                 | 13       | -19    |
| G. Bacci         | 4        | 0       | 0            | 0            | 1                   | 0                   | 1                  | 0                  | 6        | 0      |
| G. Bean          | 25       | 8       | 0            | 0            | 1                   | 0                   | 4                  | 0                  | 30       | 8      |
| E. Bergonti      | 0        | 0       | 1            | 0            | 0                   | 0                   | 0                  | 0                  | 1        | 0      |
| S. Bettini       | 8        | 0       | 1            | 0            | 1                   | 0                   | 0                  | 0                  | 10       | 0      |
| M. Bresolin      | 0        | 0       | 1            | 0            | 0                   | 0                   | 0                  | 0                  | 1        | 0      |
| L. Buffon        | 0        | 0       | 1            | -1           | 0                   | 0                   | 0                  | 0                  | 1        | -1     |
| G. Danova        | 21       | 9       | 0            | 0            | 3                   | 1                   | 3                  | 3                  | 27       | 13     |
| B. De Angelis    | 14       | 0       | 0            | 0            | 2                   | 0                   | 1                  | 0                  | 17       | 0      |
| B. Ducati        | 0        | 0       | 0            | 0            | 0                   | 0                   | 0                  | 0                  | 0        | 0      |
| P. Ferrario      | 5        | 0       | 1            | 0            | 2                   | 1                   | 1                  | 1                  | 9        | 2      |
| G. Fogar         | 5        | 0       | 1            | 0            | 1                   | 0                   | 0                  | 0                  | 7        | 0      |
| A. Fontana       | 32       | 1       | 0            | 0            | 1                   | 0                   | 4                  | 0                  | 37       | 1      |
| G. Gallesi       | 4        | -6      | 0            | 0            | 0                   | 0                   | 2                  | -3                 | 6        | -9     |
| C. Galli         | 25       | 6       | 0            | 0            | 3                   | 0                   | 2                  | 0                  | 30       | 6      |
| L. Garagna       | 1        | 0       | 0            | 0            | 0                   | 0                   | 0                  | 0                  | 1        | 0      |
| G. Ghezzi        | 18       | -17     | 0            | 0            | 2                   | -3                  | 1                  | -2                 | 21       | -22    |
| E. Grillo        | 22       | 4       | 0            | 0            | 1                   | 2                   | 3                  | 0                  | 26       | 6      |
| N. Liedholm      | 28       | 3       | 0            | 0            | 3                   | 2                   | 4                  | 0                  | 35       | 5      |
| C. Maldini       | 29       | 0       | 0            | 0            | 1                   | 0                   | 4                  | 0                  | 34       | 0      |
| G. Meanti        | 0        | 0       | 1            | 0            | 0                   | 0                   | 0                  | 0                  | 1        | 0      |
| G. Noletti       | 1        | 0       | 0            | 0            | 0                   | 0                   | 0                  | 0                  | 1        | 0      |
| V. Occhetta      | 27       | 0       | 1            | 0            | 2                   | 0                   | 4                  | 0                  | 34       | 0      |
| A. Pelagalli     | 1        | 0       | 0            | 0            | 0                   | 0                   | 0                  | 0                  | 1        | 0      |
| C. Reina         | 1        | 0       | 1            | 0            | 0                   | 0                   | 0                  | 0                  | 2        | 0      |
| S. Salvadore     | 5        | 0       | 1            | 0            | 1                   | 0                   | 1                  | 0                  | 8        | 0      |
| J. A. Schiaffino | 20       | 2       | 0            | 0            | 1                   | 0                   | 1                  | 0                  | 22       | 2      |
| G. Trapattoni    | 2        | 0       | 1            | 0            | 2                   | 0                   | 0                  | 0                  | 5        | 0      |
| M. Trebbi        | 12       | 0       | 1            | 0            | 2                   | 0                   | 0                  | 0                  | 15       | 0      |
| F. Zagatti       | 19       | 0       | 0            | 0            | 1                   | 0                   | 3                  | 0                  | 23       | 0      |